# Hartwig Gauder
Hartwig Gauder (Vaihingen an der Enz, 10 novembre 1954 – Erfurt, 22 aprile 2020) è stato un marciatore tedesco, campione olimpico e mondiale della 50 km.
A livello europeo ha conquistato l'alloro sia assoluto che indoor.

## Palmarès
| Anno                                 | Manifestazione  | Sede       | Evento        | Risultato | Prestazione | Note                          |
| ------------------------------------ | --------------- | ---------- | ------------- | --------- | ----------- | ----------------------------- |
| In rappresentanza della Germania Est |                 |            |               |           |             |                               |
| 1978                                 | Europei         | Praga      | Marcia 20 km  | 7º        | 1h25'15"7   |                               |
| 1980                                 | Giochi olimpici | Mosca      | Marcia 50 km  | Oro       | 3h49'24     | Record olimpico               |
| 1981                                 | Europei indoor  | Grenoble   | Marcia 5000 m | Oro       | 19'08"59    | Record dei campionati         |
| 1982                                 | Europei         | Atene      | Marcia 50 km  | 4º        | 4h04'51     |                               |
| 1986                                 | Europei         | Stoccarda  | Marcia 50 km  | Oro       | 3h40'55     |                               |
| 1987                                 | Mondiali        | Roma       | Marcia 50 km  | Oro       | 3h40'53     | Record dei campionati         |
| 1988                                 | Giochi olimpici | Seul       | Marcia 50 km  | Bronzo    | 3h39'45     | Miglior prestazione personale |
| 1990                                 | Europei         | Spalato    | Marcia 50 km  | Bronzo    | 4h00'48     |                               |
| In rappresentanza della Germania     |                 |            |               |           |             |                               |
| 1991                                 | Mondiali        | Tokyo      | Marcia 50 km  | Bronzo    | 3h55'14     |                               |
| 1992                                 | Giochi olimpici | Barcellona | Marcia 50 km  | 6º        | 3h56'47     |                               |
| 1993                                 | Mondiali        | Stoccarda  | Marcia 50 km  | dnf       | dnf         |                               |